# 美珠翼法螺
美珠翼法螺（学名：Gyrineum natator），是异足目法螺科翼法螺属的一种。主要分布于越南、新加坡、马来西亚、印度尼西亚、台湾，常栖息在浅海。